# پرداسدفوگو
پرداسدفوگو (به ایتالیایی: Perdasdefogu) یک کومونه در ایتالیا است که در استان الیاسترا واقع شده‌است. پرداسدفوگو ۷۷٫۷ کیلومتر مربع مساحت و ۲٬۱۶۳ نفر جمعیت دارد و ۶۰۰ متر بالاتر از سطح دریا واقع شده‌است.